# Music for a New Society
Music for a New Society är ett musikalbum utgivet 1982 av John Cale som hans 8. soloalbum. Albumet producerades av Cale och släpptes under etiketten Ze Records.

## Låtlista
1. "Taking Your Life in Your Hands"
2. "Thoughtless Kind"
3. "Santies"
4. "If You Were Still Around"
5. "Close Watch"
6. "Broken Bird"
7. "Chinese Envoy"
8. "Changes Made"
9. "Damn Life" (Cale, Risé Cale)
10. "Risé, Sam and Rimsky-Korsakov"
11. "In the Library of Force"

## Medverkande
- John Cale − sång, gitarr, keyboard
- Allen Lanier − gitarr
- Chris Spedding − gitarr
- David J. Young − gitarr
- David Lichtenstein − slagverk
- John Wonderling − autoharp
- Mike McLintock − sång
- Robert Elk − säckpipa
- Pipe Major Tom Fitzgibbon − säckpipa
- Risé Cale − sång